# Paul Wesley
Paul Wesley, egentligen Paweł Wasilewski, född 23 juli 1982 i New Brunswick, New Jersey, är en amerikansk skådespelare, regissör och producent. Han är känd för sin huvudroll som Stefan Salvatore i den amerikanska vampyrserien The Vampire Diaries.

## Filmografi
- 1999 - Another World, Sean McKinnon
- 1999-2001 - Guiding Light, Max Nickerson
- 2001 – Shot in the Heart, Gary
- 2002 – Young Arthur, Lancelot
- 2002 – The Education of Max Bickford, Craig
- 2002 - Minority Report (okrediterad)
- 2002 – Law & Order: Criminal Intent, Luke Miller
- 2003 - The Edge, TV-film
- 2003 – Smallville, Lucas Luthor
- 2003 – OC, Donnie
- 2004 – The Last Run, Seth
- 8 Simple Rules, Damian
- 2005 – Roll Bounce, Troy
- 2003 – Smallville, Tommy Callahan
- 2004 – CSI: Miami, Jack Warner Bradford
- 2002-2005 - Drömmarnas tid, Tommy DeFelice
- 2005 – Roll Bounce, Troy
- 2005 – CSI: New York, Steve Sampras
- 2000-2005 - Law & Order: Special Victims Unit, Danny Burell
- 2006 – Cloud Nine, Jackson Fargo
- 2006 – Lenexa, 1 Mile, Rick Lausier
- 2006 – Jordan, rättsläkare, Quentin Baker
- 2006 – Peaceful Warrior, Trevor
- 2006 - Fallen, TV-film, Aaron Corbett
- 2007 - Fallen, TV-miniserie, Aaron Corbett
- 2007 – Cane (TV-serie), Nick
- 2007 – Shark, Justin Bishop
- 2008 – The Russell Girl, Evan Carroll
- 2008 – Cold Case, Petey Murphy
- 2008-2009 - Army Wives, Logan Atwater
- 2009-2010 - 24, Stephen
- 2009 – Elsewhere, Billy
- 2010 – Beneath the Blue, Craig Morrison
- 2012 – Baytown Outlaws, Anthony Reese
- 2009-2015 - The Vampire Diaries, Stefan Salvatore , Silas, Tom
- 2020 – Defending Jacob (TV-serie)